# تيابريد
تيابريد (بالإنجليزية: Tiapride)‏ هو دواءٌ يُحاصر مستقبلات الدوبامين D2، وD3 انتقائيًّا في الدماغ. يُستعمل هذا الدواء لعلاج مجموعة متنوعة من الاضطرابات العصبية والنفسية، بما في ذلك: خلل الحركة، ومتلازمة انسحاب الكحول، والأعراض السلبية للذهان، والهياج والعدوان عند كبار السن.